# Departamento de Guaymallén
Departamento de Guaymallén är en kommun i Argentina.   Den ligger i provinsen Mendoza, i den centrala delen av landet, 1 000 km väster om huvudstaden Buenos Aires. Antalet invånare är 283 803. Arean är 164 kvadratkilometer.
Terrängen i Departamento de Guaymallén är platt.
Omgivningarna runt Departamento de Guaymallén är i huvudsak ett öppet busklandskap. Runt Departamento de Guaymallén är det tätbefolkat, med 286 invånare per kvadratkilometer.